# جاكي فوكس
جاكي فوكس (بالإنجليزية: Jackie Fox)‏ هي محامية أمريكية، ولدت في 20 ديسمبر 1959 في لوس أنجلوس في الولايات المتحدة.

## وصلات خارجية
- الموقع الرسمي
- جاكي فوكس على موقع IMDb (الإنجليزية)
- جاكي فوكس على موقع ميوزك برينز (الإنجليزية)
- جاكي فوكس على موقع ديسكوغز (الإنجليزية)